# Xenylla auka
Xenylla auka är en urinsektsart som beskrevs av Christiansen och Bellinger 1992. Xenylla auka ingår i släktet Xenylla och familjen Hypogastruridae. Inga underarter finns listade i Catalogue of Life.